# La camera di Saffo
La camera di Saffo (Le coucher de Sappho, letteralmente "L'andare a letto di Saffo"), talvolta citato semplicemente come Saffo (Sappho), è un dipinto a olio su tela del pittore svizzero Charles Gleyre, realizzato nel 1867-1868. L'opera è attualmente esposta al museo cantonale di belle arti di Losanna.

## Storia
Secondo un aneddoto riportato nel catalogo delle opere dell'artista dato alle stampe nel 1878, l'ispirazione per dipingere questa tela venne a Gleyre nell'estate del 1866. Nel suo studio era entrata una ragazza povera che non riusciva a trovare lavoro e che si era offerta di fargli da modella. In quel momento Gleyre non era alla ricerca di modelle, ma, dato che lei insisteva, la fece posare senza veli. Gleyre si commosse nell'osservarla in posa e realizzò subito un disegno, che fu il punto di partenza per quest'opera.
La tela venne portata a termine tra la fine del 1867 e l'inizio del 1868 e venne consegnata al signor Charpentier per 8000 franchi. Venne poi acquistata dal signor Goupil che la consegnò al signor Lang, a Basilea. Nel 1874 il dipinto venne venduto ad Adrien Mercier di Losanna per 14.000 franchi. Infine, nel 1909 entrò a far parte delle collezioni del museo losannese.

## Descrizione
Il dipinto ritrae una donna vista di schiena, nuda dalla testa ai piedi, che riempie una lampada a olio nel momento della toeletta serale. Un drappo bianco, tenuto sul braccio piegato, pende lungo il suo corpo svestito. Gleyre dipinse la giovane basandosi sulla Venere Callipigia da lui vista a Napoli, nel 1834, e la collocò in una stanza dalle pareti rosse e nere che si rifanno a quelle pompeiane. Attorno a lei sono presenti un cesto con delle pergamene, una lira su una sedia di legno decorata con delle teste di leone e un tamburello. In primo piano, nel lato destro della composizione, si trova un candelabro dallo stelo alto che culmina in un supporto per la lampada sorretto da una sfinge. Dall'altra parte del letto si trova un tavolino con un vaso di vetro. I suoi piedi poggiano su un tappeto di pelle di leopardo. Sullo sfondo è presente una colonnina con una statua della dea Atena.
Il titolo dell'opera non gli fu dato dall'artista, ma venne attribuito poco dopo la sua morte. I suoi contemporanei, infatti, videro nella donna la poetessa greca antica Saffo, forse per la presenza della lira. Tuttavia, un pittore così attento all'archeologia difficilmente avrebbe collocato una poetessa vissuta nella Grecia del VII secolo a.C. in una stanza dai muri ispirati a quelli delle ville di Pompei, una città romana. I mobili e gli arredi, comunque, sono di ispirazione greca.